# Propantodice grisea
Propantodice grisea är en skalbaggsart som beskrevs av Franz 1954. Propantodice grisea ingår i släktet Propantodice och familjen långhorningar.
Artens utbredningsområde är El Salvador. Inga underarter finns listade i Catalogue of Life.